# مبل انسانی
مبل انسانی یا فورنیفیلیا (به انگلیسی: Forniphilia) استفاده از بدن انسان به‌جای اشیایی مانند سینی، زیرپایی، صندلی، میز و کابینت است. تا به حال نمونه‌هایی از مبل انسانی در پورنوگرافی و هنر نوگرا به نمایش درآمده‌اند.

## هنر
در هنر ممکن است از یک مدل برهنه یا نیمه‌برهنه به عنوان مبلمان استفاده شود تا به جنبه اروتیک یا زیبایی اثر بیفزاید. مجسمه آلن جونز، چوب‌لباسی، میز و صندلی، نمونه‌ای کلاسیک از نمایش فورنیفیلیا در هنر است.

## بانداج
اصطلاح فورنیفیلیا توسط هنرمند بانداج جف گوردن ابداع شد. فورنیفیلیا به عنوان گونه‌ای از خفت‌بندی معمولاً شامل محدودکردن شخص و قراردادن وی در همان حالت برای مدت زمان طولانی است. این افراد همچنین ممکن است در حالتی قرار گیرند که احساس خفگی کنند یا به آن‌ها پوزه‌بند زده‌شود.